# Zweden op de Olympische Winterspelen 1924

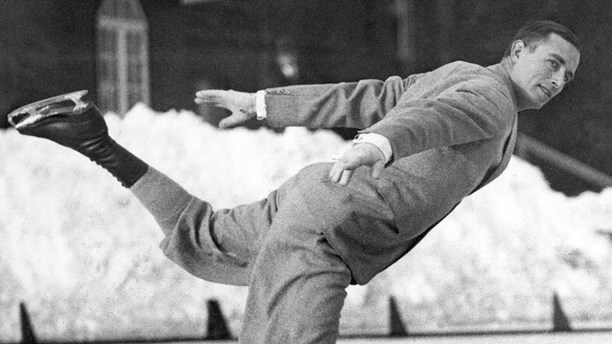
Gillis Grafström tijdens de Olympische Winterspelen 1924

Tijdens de Olympische Winterspelen van 1924 die in Chamonix, Frankrijk werden gehouden nam Zweden deel en was hiermee een van de zestien landen die aan de eerste Olympische winterspelen deel nam.
De Zweedse delegatie bestond uit 42 ingeschreven deelnemers waarvan er 31 aan de wedstrijden deelnam. Zweden eindigde op de zevende plaats in het medailleklassement met één gouden en één zilveren medaille.

## Medailleoverzicht
| Sport       | Olympiër         | Discipline | Medaille |
| ----------- | ---------------- | ---------- | -------- |
| Kunstrijden | Gillis Grafström | mannen     | Goud     |
| Curling     | Olympisch team   | mannen     | Zilver   |

## Deelnemers en resultaten

### Curling
| Olympiër | Discipline | Resultaat | Prestatie                             |
| --- | ---------- | --------- | ------------------------------------- |
| Johan Petter Åhlén Carl-Axel F Pettersson Karl-Erik Wahlberg Carl Wilhelm Petersén Ture Ödlund Victor E. Wetterström Erik O. Severin C.-A.V. Kronlund | mannen     | Zilver    | 18-10 Frankrijk 7-38 Groot-Brittannië |

### Kunstrijden
| Olympiër         | Discipline | Resultaat | Prestatie             |
| ---------------- | ---------- | --------- | --------------------- |
| Gillis Grafström | mannen     | Goud      | pc. 10; 367.89 punten |

De bij het vrouwentoernooi ingeschreven Svea Norén nam niet aan de wedstrijd deel.

### Langlaufen
| Olympiër         | Discipline  | Resultaat | Prestatie              |
| ---------------- | ----------- | --------- | ---------------------- |
| Elis Sandin      | 18 km       | 8e        | 1:19.24                |
| Erik Winnberg    | 18 km       | 10e       | 1:20.29                |
| Per-Erik Hedlund | 18 km 50 km | 6e dnf    | 1:17.49 niet gefinisht |
| Torkel Persson   | 18 km 50 km | 9e 5e     | 1:19.29 4:05.59        |
| Ernst Alm        | 50 km       | 6e        | 4:06.31                |
| Oscar Lindberg   | 50 km       | 8e        | 4:07.44                |

### Noordse combinatie
| Olympiër            | Discipline | Resultaat | Prestatie                                                          |
| ------------------- | ---------- | --------- | ------------------------------------------------------------------ |
| Axel-Herman Nilsson | mannen     | 5e        | 14.063 punten 18 km: 11.625 (1:31,17) schans: 16.500 (42,5 + 40,5) |
| Menotti Jakobsson   | mannen     | 8e        | 12.823 punten 18 km: 8.750 (1:37,10) schans: 16.895 (42,5 + 41,0)  |
| Nils Lindh          | mannen     | dnf       | 18 km: 5.375 (1:43,02) schans: niet gestart                        |

De bij de noordse combinatie ingeschreven E. Schuman nam niet aan de wedstrijd deel.

### Schaatsen
| Olympiër       | Discipline          | Resultaat  | Prestatie          |
| -------------- | ------------------- | ---------- | ------------------ |
| Eric Blomgren  | 500 m 5000 m        | 11e 12e    | 46,6 9.14,6        |
| Axel Blomqvist | 500 m 1500 m 5000 m | 6e 13e 15e | 45,2 2.36,4 9.48,8 |

De derde ingeschreven schaatser, G. Anderson, nam aan geen enkele afstand deel.

### Schansspringen
| Olympiër            | Discipline | Resultaat | Prestatie                     |
| ------------------- | ---------- | --------- | ----------------------------- |
| Axel-Herman Nilsson | mannen     | 6e        | 17.146 punten (42,5 + 41,0 m) |
| Menotti Jakobsson   | mannen     | 7e        | 17.083 punten (43,0 + 42,0 m) |
| Nils Lindh          | mannen     | 9e        | 16.73 punten (41,0 + 41,5 m)  |
| Nils Sundh          | mannen     | 12e       | 16.39 punten (41,5 + 41,0 m)  |

### IJshockey
| Olympiër | Discipline | Resultaat | Prestatie |
| --- | ---------- | --------- | --- |
| Ruben Allinger Wilhelm Arwe Erik Burman Birger Holmquist Gustaf Johansson Helge Johansson Karl Josefsson Ernst Karlberg Nils Molander Einar Olsson | mannen     | 4e        | groep A: 2e 9 - 0 Zweden - Zwitserland 0 - 22 Zweden - Canada 9 - 3 Zweden - Tsjecho-Slowakije Finaleronde 0 - 20 Zweden - Verenigde Staten 3 - 4 Zweden - Groot-Brittannië |

De reservespelers E. Erikson, J.E. Erikson, T. Erikson, T. Lundberg, O. Mellgren, S. Mellgren, R. Rundquist en R. Tidkvist namen niet aan het toernooi deel.
België · Canada · Finland · Frankrijk · Groot-Brittannië · Hongarije · Italië · Joegoslavië · Letland · Noorwegen · Oostenrijk · Polen · Tsjecho-Slowakije · Verenigde Staten · Zweden · Zwitserland